# Call TV
Se denomina coloquialmente Call TV o concurso de telellamada a los concursos telefónico-televisivos que consisten en la resolución de un acertijo o un pasatiempo, o en adivinar un nombre, un número o cualquier otra cuestión. El concursante que sea seleccionado y acierte, gana el premio indicado. Suele grabarse en platós muy reducidos, con un máximo de dos presentadores, y producción y montaje sencillos.
Su existencia es polémica (al igual que la Telebasura), pues hay quien asegura que son programas con muchas irregularidades y en algunos casos timos flagrantes (aunque desde 2008 su funcionamiento está regulado en España), donde los presentadores animan a los telespectadores a llamar sugiriendo que no les llama nadie, que se acaba el tiempo y otras técnicas de motivación comercial, en ocasiones falsas. También se utilizan sonidos de alarmas y latidos fuertes del corazón para crear un ambiente de presión y en ciertos países las presentadoras aparecen muy escotadas, en bikini o semidesnudas.
Dicha polémica basa también sus argumentos en que un gran porcentaje de estos programas se realizan en Budapest (Hungría) por la productora Telemedia (Hungría) para hasta 40 países en una concentración de platós contiguos donde se cambian rápidamente fondos para emitir a otro país vía satélite y se estudia el volumen de llamadas para encontrar las técnicas que recaudan más dinero.
Estos programas son una forma muy rentable de llenar el tiempo de las cadenas de televisión en horas de poca audiencia (generalmente la madrugada y primeras horas de la mañana). Habitualmente estas pagarían a una productora para poder emitir algún contenido (late nights, películas) o los producirían ellas mismas. Sin embargo los Call TV's ofrecen gratuitamente estos espacios, además de un porcentaje de la recaudación de las llamadas.
La productora Mediagame México cerró sus puertas por la declaración en quiebra a finales del 2016 lo que provocó el fin de programas que dejaron de transmitir como Win TV y Marca y Gana debido a la baja audiencia.

## Irregularidades
Las irregularidades de estos programas se hicieron famosas gracias al "caso Telesierra", donde se emitían programas grabados, a pesar de que un programa telefónico necesita ser en directo para recoger las llamadas en el programa.
Se descubrió porque los encargados de Telesierra llegaron a emitir el mismo programa en diferido, a distintas horas, en distintos canales.
- Se han repetido acertijos y sin embargo no tenían la misma solución.[4]
- El juego poseía varias soluciones válidas, pero el presentador solo daba por buena la otra.
- Juegos de sumas, restas y otras operaciones muy enrevesadas que solo sabiendo la solución de antemano era posible encontrarla.
- Resultado sin dar la demostración de como está resuelto.[5]
- Modificación del enunciado durante el concurso.[6]
- El concursante acierta, pero el presentador no da la respuesta por válida y en cambio al final del concurso el resultado del presentador y el del dicho concursante coinciden.[7]
- Trabajadores de Telesierra afirmaron que llamaban haciéndose pasar por telespectadores, muchas veces dando respuestas fallidas a preguntas ridículamente simples.

## Lista de programas Call TV

### España
- CALL TVs actuales

En la actualidad no hay Call TVs en emisión. Su declive se produjo en 2012 con la llegada de programas de casino, primero a Neox 
y después a Telecinco y a LaSiete.
- CALL TVs desaparecidos:
  - Teleringo (Marca TV), producido por (World Premium Rates)
  - ¡Vamos a Jugar¡ (Neox), producido por (Eurojuego Star)
  - Locos Por Ganar (Telecinco), producido por (Mediageneris)
  - Adivina quién gana esta noche (Antena 3), producido por Llama TV
  - Y gano porque me toca (Antena 3)
  - Premios por un tubo (La Sexta 3), (Marca TV), producido por (Mediageneris)
  - Esta es tu noche (Intereconomía TV), (Metropolitan TV), producido por (Mediageneris)
  - Marca y gana (Cuatro, producido por Telemedia InteracTV)
  - La llamada millonaria (Cuatro)
  - Noche de suerte (Telecinco, producido por Gestmusic Endemol)
  - Aquí se gana (Telecinco, producido por La fábrica de la tele [2008] y por Telemedia InteracTV [finales de 2008 a 2009])
  - Telecinco ¿dígame? (Telecinco, FDF y Telecinco 2, producido por Gestmusic Endemol)
  - Si lo aciertas, ganas (Telecinco, producido por LLAMA TV)
  - Lluvia de euros (Telecinco, producido por La Fábrica de la Tele)
  - Buenas Noches y Buena Suerte (Antena 3, producido por Gestmusic Endemol)
  - Despierta y gana (La Sexta)
  - Ganas de ganar (La Sexta, producido por 3 Circles Media)
  - Gana ahora (La Sexta)
  - Supernova (Antena 3)
  - Ganatodo.es (Intereconomía TV, producido por Mediacat 06)
  - Llamando se gana (Tienda en Veo, producido por Telemedia InteracTV)
  - Ahora o nunca (Cincoshop, producido por Telemedia InteracTV)
  - Llama y gana (Canal Club, producido por Telemedia InteracTV)
  - Mañana de premios (Cincoshop)
  - Tarde de premios (Canal Club)
  - Noche de premios (Tienda en Veo)
  - Llámame (Cuatro)
  - Contamos contigo  (Cuatro, producido por Gestmusic Endemol)
  - ¡Uau! (Cuatro, producido por Gestmusic Endemol)
  - ¡Suerte por la mañana! (Cuatro, producido por Telemedia InteracTV)
  - Por un tubo (Cuatro, producido por Gestmusic Endemol)
  - Marcados por la suerte (Cuatro)
  - Truca i encerta (8tv)
  - Llamar y ganar (Veo7, producido por Telemedia InteracTV)
  - Suerte latina (40 Latino), producido por Teletrebol y Llama TV)
  - Kikirikí (Popular TV)
  - Va de euros (Popular TV y Canal Català TV, producido por Mediacat 06)
  - ¡Enhorabuena! (Localia TV)
  - Ring Ring (Veo7, producido por Mediacat 06)
  - Concursar con Popular (Popular TV producido Mediageneris)
  - Abracadabra (Canal Català TV y Popular TV producido por Mediageneris)
  - GOL (Canal Català TV producido por Mediageneris)

### Chile
- Antiguos
  - Llama y Gana (UCV TV y Más Canal 22, 2006-2014, producido por Telemedia)
  - Juéguesela en el 13 (UCTV, 1999-2000)
  - Call TV (La Red, 2005-2006, producido por Endemol)
  - Ven a la Cabina (Chilevisión, 2005-2007, producido por Endemol)
  - El Juego de la Biroka (Chilevisión, 2007-2010)
  - Cuéntame y Gana (Más Canal 22, abril-mayo de 2009)
  - Bar Millonario (Liv TV, 2007-2008, producido bajo el sistema informático de Celmedia)
  - Llámame (La Red, 2006-2012, producido bajo el sistema informático de Interacel)
  - Ritmo de la Noche (Telecanal, 2012-2014, producido bajo el sistema informático de Interacel)

### México
- Fuera del aire

Debido a los bajos índices de audiencia en México, los programas de Call TV desaparecen por completo y en la actualidad ya no se pueden transmitir en ninguno en los canales de Televisa ni en los de TV Azteca.
- Ganamania TV Azteca (2007-2008) producido por Naranya.
- Marca y Gana TV Azteca (2008-2016) producido por Telemedia.
- Tiempo de Ganar TV Azteca (2007-2008) producido por Telemedia.
- Call TV Televisa (2006-2007) producido por Endemol México.
- Ring TV Televisa (2007-2012) producido por Mediagame México.
- Win TV Televisa (2012-2016) producido por Mediagame México.

### Paraguay
- Afortunados SNT y Paravisión
- Conectados Telefuturo y Latele
- 5022 El Trece
- Play TV Red Guaraní
- Paladin SMS Unicanal

### Argentina
- Antiguos
  - Llama y Ganá, Canal 13 (2005), Canal 26 (2008-2009), Telefe (2015-2016) producido por Telemedia.
  - Las Noches de Jack, Canal 13 (2006)
  - Suma miles de pesos, El Trece (2010-2017)
  - Aquí se Gana, El Garage TV, producido por Telemedia.
  - Tiempo de ganar, Solo Tango.
  - Sonámbulos, Telefe (2005)
  - Clase X, America 2 (2005)
  - Call TV, Canal 9 (2004-2006) (2008-2009)
  - Ring TV, America 2 (2012-2014)

### Bolivia
- Antiguos
  - La llamada millonaria Red ATB (2021)